# Амалия Луиза от Курландия
Амалия Луиза от Курландия (на немски: Amalie Luise von Kurland; * 23 юли 1687, Митау, Курландия; † 18 януари 1750, Зиген) от династията Кетлер, е принцеса от Курландия и чрез женитба княгиня на Насау-Зиген (1708 – 1722).

## Живот
Тя е дъщеря на херцог Фридрих II Казимир Кетлер (1650 – 1698) и първата му съпруга му графиня София Амалия фон Насау-Зиген (1650 – 1688), дъщеря на граф Хайнрих фон Насау-Зиген.
Амалия Луиза се омъжва на 13 април 1708 г. в Байройт за княз Фридрих Вилхелм I Адолф фон Насау-Зиген (1680 – 1722). Тя е втората му съпруга. След смъртта му 13 февруари 1722 г. тя управлява в Насау-Зиген като регентка за заварения си син, 16-годишният Фридрих Вилхелм II (1706 – 1734), който се жени на 23 септември 1728 г. за графиня София Поликжсена Конкóрдия фон Сайн-Витгенщайн-Хоенщайн, дъщеря на граф Август фон Зайн-Витгенщайн-Хоенщайн.
Амалия Луиза умира на 18 януари 1750 г. в Зиген на 62 години.

## Деца
Амалия Луиза и Фридрих Вилхелм I Адолф имат децата:
- София Вилхелмина Аделхайд (1709 – 1710)
- Карл Фридрих (*/1710)
- Шарлота Вилхелмина (*/† 1771)
- Августа Албертина (1712 – 1742), ∞ на 6 май 1738 за граф Карл Фридрих Вилхелм фон Зайн-Витгенщайн-Хоенщайн (1708 – 1756), син на граф Август фон Зайн-Витгенщайн-Хоенщайн
- Лудвиг Фердинанд (1714 – 1715)
- Каролина Амалия Адолфина (1715 – 1752), ∞ на 11 февруари 1751 г. в Лангенщайн за граф Кристиан Август фон Золмс-Лаубах (1714 – 1784)
- Вилхелм Мориц (1717 – 1719)
- Елизабет Хедвиг (1719 – 1789), ∞ на 12 юни 1743 за граф Карл Фридрих Вилхелм фон Зайн-Витгенщайн-Хоенщайн (1708 – 1756), син на граф Август фон Зайн-Витгенщайн-Хоенщайн